# Mroczna Wieża
Mroczna Wieża – najgłośniejszy cykl powieściowy Stephena Kinga, pisany w latach 1970–2012, uważany przez samego autora za jego magnum opus.
Cykl łączy motywy przewodnie wielu gatunków, obejmujący elementy fantasy, fantastyki naukowej, literatury grozy i westernu. W cyklu składającym się z 8 powieści, pojawiają się postacie, światy i nawiązania do innych książek tego autora.

## Fabuła
Cykl opowiada historię Rolanda Deschaina, którego celem życiowym jest dotarcie do tytułowej Mrocznej Wieży, mitycznego budynku, który może być istotą całego istnienia, znajdującego się w centrum wszystkich światów. Roland jest ostatnim żyjącym członkiem bractwa rycerskiego znanego jako rewolwerowcy. Początkowo bohater jest bardzo tajemniczy, nie znamy nawet jego wieku, jednakże wraz z kolejnymi wydarzeniami poznajemy jego historię i przyczyny jego podróży. Na swej drodze pomaga napotkanym ludziom w imię kodeksu honorowego zwanego Drogą Elda, jest także zmuszony do dokonywania wielu trudnych wyborów, takich jak wybór pomiędzy życiem przyjaciela a kontynuowaniem podróży do Wieży.

## Świat Mrocznej Wieży
Dawno, dawno temu wszystko było Discordią, z której powstały Promienie, mocne i krzyżujące się w jednym punkcie.

 W miejscu ich przecięcia stała Mroczna Wieża. Gdy skończył się okres zwany Prim i magia odeszła ze świata Rolanda. Z biegiem czasu świat rozwijał się technologicznie, ludzie zwani przez potomnych „Wielcy Dawni” zbudowali ogromne maszyny podtrzymujące promienie, które bez magii słabły coraz bardziej, oraz Strażników, zwierzęta-cyborgi do ich ochrony. Pozostałości technologii i magii bohaterowie dostrzegają wszędzie wokół siebie – kolej jednoszynowa, roboty, broń laserowa, zrujnowana metropolia, wiele przedmiotów pochodzących z innych światów (komputer IBM, samolot Focke-Wulf), a także wiele reliktów z czasów Prim – demony, magiczne przedmioty itd.
Wielcy w niewyjaśnionych okolicznościach porzucili świat Rolanda, pozostawiając swoje dzieła. Nastąpiła regresja cywilizacji, nastały rządy feudalizmu, baronie połączyły się w Afiliację, a jej pierwszym władcą był Eld, którego potomkiem jest Roland. Ludzie zapomnieli wielu umiejętności takich jak budowa nowych jak i naprawa pozostawionych im urządzeń technicznych, czy nawet tak prostych jak produkcja papieru. Powstały tak świat posiada cechy Dzikiego Zachodu, w którym powoli ginie magia i pozostałości technologii.

### Upadek
Od czasu zakończenia Prim świat Rolanda powoli się degeneruje – zaczęły pojawiać się tajemnicze błony, w niektórych miejscach da się przejść do równoległej rzeczywistości, czas przyśpiesza i zwalnia, całe miasta i okolice znikają bez śladu z powierzchni ziemi, kierunki świata uległy zmianie. Wszyscy ten proces kwitują stwierdzeniem „Świat poszedł naprzód”. Na początku powieści istnieją 3 z pierwotnych 6 promieni – Orła i Lwa (który upada zaraz po bitwie z Wilkami), Wilka i Słonia oraz Niedźwiedzia i Żółwia wzdłuż którego podróżuje Roland. Zerwanie promienia powodowało ogromne zniszczenia i trzęsienia ziemi – Roland wspomina o czwartym, który spadł na Gilead przyczyniając się do jego upadku.

## Odniesienia
W sadze pojawiają się złe korporacje dążące do zniszczenia światów: Sombra Corporation oraz North Central Positronics, symbolizujące materializm i globalizację. Można postrzegać to jako stwierdzenie, że świat zmierza do upadku poprzez skupienie na materializmie.
Sama Mroczna Wieża natomiast jest alegorią światów równoległych, gdzie każdy zajmuje swoje piętro, a komnata na szczycie zarezerwowana jest dla absolutu. Walter mówi Rolandowi, że pomieszczenie to jest puste, jednakże sam nie ma co do tego pewności.

## Inspiracje i wpływy
Stephen King stworzył Mroczną Wieżę zainspirowany poematem Roberta Browninga Childe Roland to the Dark Tower Came oraz Ziemią jałową autorstwa Thomasa Stearnsa Eliota.
W poprawionej wersji Rolanda stwierdził, że inspiracją sagi był Władca Pierścieni. Można to zauważyć w nazewnictwie miejsc, takich jak nazwa Świata Pośredniego inspirowana Śródziemiem, wszystkowidzącym okiem wroga, zawsze sięgającym poza horyzont, tak jak oko Saurona, oraz stworzenie wyjątkowej kultury i języka, tak jak Tolkien stworzył języki elfickie (quenyę i sindarin) i umieścił w książkach, o Śródziemiu. Podał tam również nawiązanie do filmów Dobry, zły i brzydki, wskazując postać Bezimiennego, granego przez Clinta Eastwooda, jako jedną z inspiracji do stworzenia postaci Rolanda z Gilead, głównego bohatera całej serii, oraz do Siedmiu samurajów Kurosawy.
Wpływy tego cyklu są widoczne w wielu innych powieściach Kinga. Terminologia taka jak Ka, Ka-tet i sama Wieża pojawiają się w innych książkach (głównie w Bezsenności, Talizmanie, Czarnym Domu i Sercach Atlantydów), Can-toi jest wspomniane w Desperacji, a także pomysł cienkiego świata z istotami z zewnątrz, które chcą nim rządzić, to unowocześniona wersja podobnego pomysłu, na którym Lovecraft zbudował swoją mitologię.
Niektóre główne postaci w cyklu występują również w innych powieściach Kinga. Jedną z nich Ojciec Callahan, który jest jednym z bohaterów książki pt. „Miasteczko Salem”. Inną Człowiek w Czerni, w cyklu występujący pod wieloma postaciami jak Walter czy Marten, który jest jedną z kluczowych postaci w Bastionie jako Randall Flagg, a także głównym bohaterem powieści Oczy Smoka.

## Książki, które mają powiązania z cyklem
- Carrie
- Miasteczko Salem
- Lśnienie
- Bastion
- Martwa strefa
- Podpalaczka
- Cujo
- Christine
- Smętarz dla zwierzaków
- Rok wilkołaka
- To
- Oczy smoka
- Misery
- Stukostrachy
- Mroczna połowa
- Bezsenność
- Desperacja
- Zielona mila
- Łowca snów
- Talizman
- Czarny Dom
- Serca Atlantydów
- Wszystko jest względne

## Powieści
- Mroczna Wieża I: Roland
- Mroczna Wieża II: Powołanie trójki
- Mroczna Wieża III: Ziemie jałowe
- Mroczna Wieża IV: Czarnoksiężnik i kryształ
- Mroczna Wieża V: Wilki z Calla
- Mroczna Wieża VI: Pieśń Susannah
- Mroczna Wieża VII: Mroczna Wieża
- Mroczna Wieża I: Roland (wersja 2003)
- Wiatr przez dziurkę od klucza

## Adaptacje

### Seria komiksów
- Mroczna Wieża: Narodziny rewolwerowca
- Mroczna Wieża: Długa droga do domu
- Mroczna Wieża: Zdrada
- Mroczna Wieża: Upadek Gilead
- Mroczna Wieża: Bitwa o Jericho Hill
- Mroczna Wieża: Początek podróży
- Mroczna Wieża: Siostrzyczki z Elurii
- Mroczna Wieża: Bitwa o Tull
- Mroczna Wieża: Przydrożny zajazd
- Mroczna Wieża: Człowiek w czerni

### Film
W 2017 miał premierę film Mroczna Wieża, luźno adaptujący niektóre wątki cyklu, będący jego swoistym rebootem/sequelem.

## Ważniejsi bohaterowie

### Ka-tet 19
- Roland Deschain
- Jake Chambers
- Eddie Dean
- Susannah Dean
- Ej
- Donald Callahan

### Antagoniści
- Walter/Randall Flagg
- Karmazynowy Król
- Mordred Deschain
- Eldred Jonas
- Roy Depape
- Clay Reynolds
- Rhea z Cӧos
- John Farson
- Sayre

### Pierwsze Ka-tet
- Susan Delgado
- Alain Johns
- Cuthbert Allgood
- Jamie De Curry
- Stanley Ruiz "Sheemie"

### Ka-tet róży
- John Cullum
- Aaron Deepneau
- Moses Carver

### Inni
- Cort
- Steven Deschain
- Mia